# Rakowski (Adelsgeschlecht)
Rakowski, auch russisch Раковские ist der Name mehrerer altpolnischer, in den Regionen von Großpolen, Podolien, Kiew und Wolhynien begüterter Adelsgeschlechter. Zweige der Familien bestehen bis heute. Ob sie auf einen gemeinsamen Stammvater zurückgehen, ist nicht sicher erforscht, kann jedoch teils durchaus angenommen werden.

Stammwappen derer von Rakowski

## Rakowski (Wappengemeinschaft Trzywdar)
Rakowski ist der Name eines polnisch-litauischen Adelsgeschlechts, das ursprünglich aus Masowien stammt. Die Familie gehörte zum polnischen Landadel und gehörte der Wappengemeinschaft Trzywdar an. Ihre Mitglieder waren vom 15. bis 19. Jahrhundert in Politik, Verwaltung und Militär der polnisch-litauischen Adelsrepublik aktiv. Eine Stammverwandtschaft zu den Rakowski herbu Kościesza ist möglich, aber nicht erwiesen.

### Herkunft
Das Adelsgeschlecht entstammt vermutlich der Adelsfamilie Jabłbrzykowski, die von ihrem Sitz auf Koziki-Jałbrzyków Stok, einem Dorf im Herrschaftsgebiet Lomscha wirkten. Auch die Familien Czarnowski, Kozikowski, Mazowski und Rogiński gehen auf dieses Geschlecht zurück. Erstmals fassbar wird Jałbrzyk von Rogienice, der vermutliche Stammvater der Familie und Gefolgsmann von, Władysław I. Dieser kaufte 1436 das Dorf Rakowo-Boginie im heutigen Landkreis Płońsk von der Familie Junosz ab. Aus dem Besitztum nahmen sowohl Jałbrzyk als auch seine Nachkommen den Familiennamen Rakowski an.

### Geschichte
Bereits im 15. Jahrhundert gehörten die Rakowski zum lokal bedeutenden Landadel in Masowien, insbesondere in der Umgebung von Łomża. Die Familie ließ sich in den südlichen Provinzen Polens nieder und wanderte bereits im 16. Jahrhundert nach Litauen, aber auch nach Wolhynien, Podolien und Kiew aus. Mehrere Vertreter waren dort im Kiewer Gouvernement vertreten. Im Zarenreich wurden erstmals Murat Rakowsky, der um 1573 als Opritschnik unter Iwan dem Schrecklichen diente, sowie Dmitry Rakovskaya, der um 1608 als Woiwode in Belaja diente genannt. 1837 wurde Alexander Rakowsky in den erblichen Adel der Woiwodschaft Podolien aufgenommen.

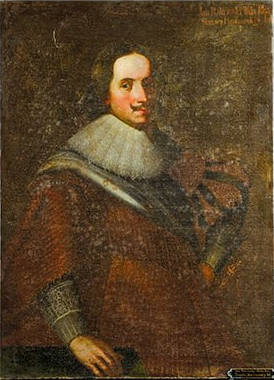
Jan Wojciech Rakowski (?-1639) diplomatischer Vertreter der Republik Polen im Königreich England im Jahr 1631, Hofschatzmeister in Litauen und Woiwode von Brest im Jahr 1635.

Während der Teilungen Polens (1772–1795) bewahrten viele Familienmitglieder ihren Adelstitel unter österreichischer und russischer Herrschaft. Im 19. Jahrhundert ließen sich zahlreiche Rakowski in den Adelsmatrikeln des Königreichs Polen und des Russischen Kaiserreichs sowie im Königreich Galizien und Lodomerien legitimieren.

### Besitzungen
Die Rakowski verfügten über umfangreiche Güter in Masowien und später in anderen Teilen der Adelsrepublik sowie in den Teilungsgebieten. Die beiden Stammgüter der Familie waren die Erbgüter Rakowo und Boginie, Gmina Piątnica.
Weitere kleinere Güter und Anteile an Dörfern wurden in Masowien, Podolien und der Region Kiew verwaltet.

### Wappen
Die Familie Rakowski führte hauptsächlich das Wappen Trzywdar.
Blasonierung: In rotem Schild drei silberne Kreuze, dazwischen ein goldener Stern. Auf dem juwelenbesetzten Helm fünf Straußenfedern.

### Bedeutende Vertreter

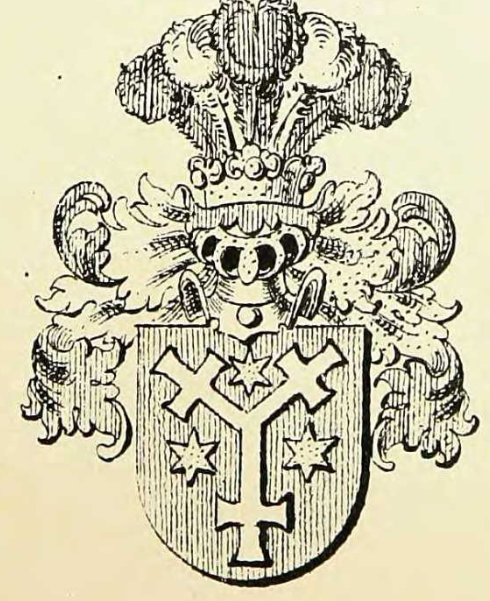
Rakowski, Wappengemeinschaft Trzywdar

- Wojciech Rakowski († 1617); Kastellan von Wizna, Starost von Płock
- Jan-Albrycht Rakowski († 1635); Unter-Schatzmeister von Litauen, später Wojwode von Brześć und Witebsk, Gesandter in England
- Adam Rakowski; königlicher Kammerherr
- Ambrose Rakowski; königlicher Kammerherr
- Jan Rakowski; königlicher Kammerherr
- Jan Rakowski (gest. ca. 1580); königlicher Truchsess, Besitzer des Erbguts Rakowo
- Jan Rakowski (gest. ca. 1659); Weihbischof von Kulm
- Jakub Rakowski (1750–?); Abgeordneter und Stellvertreter des Wiska-Lands
- Konrad Rakowski (1875–1916); polnischer Journalist

Weitere Mitglieder der Familie traten als Senatoren, Abgeordnete und Militärs hervor, blieben jedoch meist regional bedeutend.

## Rakowski (Wappengemeinschaft Lubicz)
Rakowski ist der Name eines polnischen Adelsgeschlechts, welches zum niederen Adel gehörte und das Wappen Lubicz führte. Die Familie war überwiegend im Norden Masowiens, in Kujawien und später auch in Litauen und im Großherzogtum Posen ansässig. Mehrere Linien der Familie wurden im 19. Jahrhundert im Königreich Polen und im Russischen Kaiserreich als adelig bestätigt.

### Herkunft
Die Familie stammt aus dem Dorf Rakowo im Land Ciechanów (nördliches Masowien). Sie war mit dem Adelsgeschlecht Wróblewski wappen- und stammverwandt, welches ebenfalls das Wappen Lubicz führte. Die Ursprünge der Familie reichen mindestens bis ins späte 15. Jahrhundert zurück.

### Geschichte
Die Rakowski waren über mehrere Generationen hinweg in verschiedenen Regionen begütert und politisch aktiv. Bereits 1494 wird Wincenty, Sohn von Wojciech aus Rakowo, urkundlich erwähnt. Angehörige der Familie unterschrieben als Adelige die Königswahlen 1632, 1648 und 1697.
Einige Linien ließen sich später auch in Kujawien und Litauen nieder.
Im 18. und 19. Jahrhundert stellten Angehörige der Familie verschiedene Amtsträger, unter anderem Burggrafen. Die Familie legitimierte sich zwischen 1836 und 1862 im Königreich Polen und wurde in die Adelsregister verschiedener Gouvernements des Russischen Kaiserreichs eingetragen.

### Besitzungen
Im 16. und 17. Jahrhundert traten sie als Besitzer mehrerer Güter in Erscheinung. Die wichtigsten Besitzungen der Familie Rakowski umfassten:
- Rakowo, Kreis Ciechanów
- Wróblewo, Kreis Gołymin-Ośrodek
- Czachy, Kreis Zambrów
- Kossuty, Kreis Augustów
- Skibice Brześć, Kreis Kujawski

Einige Besitzungen wurden im Verlauf der Jahrhunderte verkauft oder gingen durch Heiraten in andere Familien über, etwa das Dorf Czachy, das im 18. Jahrhundert an die Familie Czachowski gelangte.

### Wappen
Die Familie führte primär das Wappen Lubicz. Einzelne Mitglieder oder Seitenlinien sind auch mit dem Wappen Bożawola oder vereinzelt Drogomir belegt.
Blasonierung: In blauem Schild ein silbernes Hufeisen, das nach unten zeigt, im Wappen zwei Kreuze. Auf dem juwelenbesetzten Helm drei Straußenfedern.

### Bedeutende Vertreter
- Mateusz Rakowski, Erbe von Wróblewo, 1567
- Jakub Rakowski, Burggraf von Bobrowniki, 1745
- Kacper Rakowski, Burggraf und Subdelegat von Brześć Kujawski, 1788
- Ignacy Rakowski, Unterpräfekt von Inowrocław, 1813

## Familie Rakowski (Wappengemeinschaft Kosciesza)
Rakowski ist der Name einer polnischen Adelsfamilie, welche ursprünglich der Wappengemeinschaft Kościesza angehörte. Eine Stammverwandtschaft zu den Rakowski herbu Trzywdar ist möglich, aber nicht erwiesen.

### Herkunft
Der Ursprung dieser Familie soll nach Niesiecki in der Region des Wiska-Lands, einer im Norden von Masowien gelegenen Region liegen. Ursprünglich trugen sie den Namen Lach, später nahmen sie nach dem Besitz des Dorfes Rakowo-Lachowo im Kreis Łomża den Namen Rakowski an. Erste urkundliche Erwähnungen stammen aus dem Jahr 1433 aus den Łomżaer Gerichtsakten.

### Geschichte
Im 16. Jahrhundert spaltete sich die Familie in mehrere Linien auf. Stanisław Rakowski siedelte sich in Preußen (Großherzogtum Posen) an, wo er das Gut Pustniki erwarb. Sein Bruder hingegen ließ sich in Ermland nieder. Es ist durchaus möglich, dass die posnischen Rakowski von Stanisław Rakowski abstammen.
Ein weiterer Zweig der Familie ließ sich im Großfürstentum Litauen und in Belarus nieder. Aus dieser Linie stammen bedeutende Vertreter, die im Großfürstentum Litauen und in der Republik Polen-Litauen politische und administrative Ämter bekleideten.
Während der Teilungen Polens wurde die Familie in die Adelsmatrikel des Königreichs Polen und des Russischen Kaiserreichs eingetragen.

### Besitzungen
Die Familie Rakowski besaß verschiedene Güter, hauptsächlich in Masowien, Preußen, auf der Warmia sowie später in Litauen und in Belarus. Bedeutende Besitzungen waren das Stammgut Rakowo-Lachowo, gelegen in Masowien, das Gut Pustniki, Landgemeinde Sorkwity, das Gutshaus in Rostki, Gmina Pisz, sowie das Gut Pudląg, Gmina Biskupiec.
Weitere kleinere Besitzungen befanden sich in Litauen, der Kiewer und Podolischen Region.

### Wappen
Die meisten Rakowskis führten das Wappen Kościesza.
Blasonierung: In rotem Schild ein silberner, gespreizter Pfeil. Auf dem juwelenbesetzten Helm drei Straußenfedern.

### Bedeutende Vertreter
- Franciszek Rakowski, Landrichter von Witebsk, Unterzeichner der Wahl Augusts II. 1697.

Weitere Mitglieder der Familie wurden in die Adelsmatrikel der Gouvernements Wilna, Kowno, Wolhynien und Podolien im 19. Jahrhundert eingetragen.

## Die posnischen Rakowski

### Herkunft

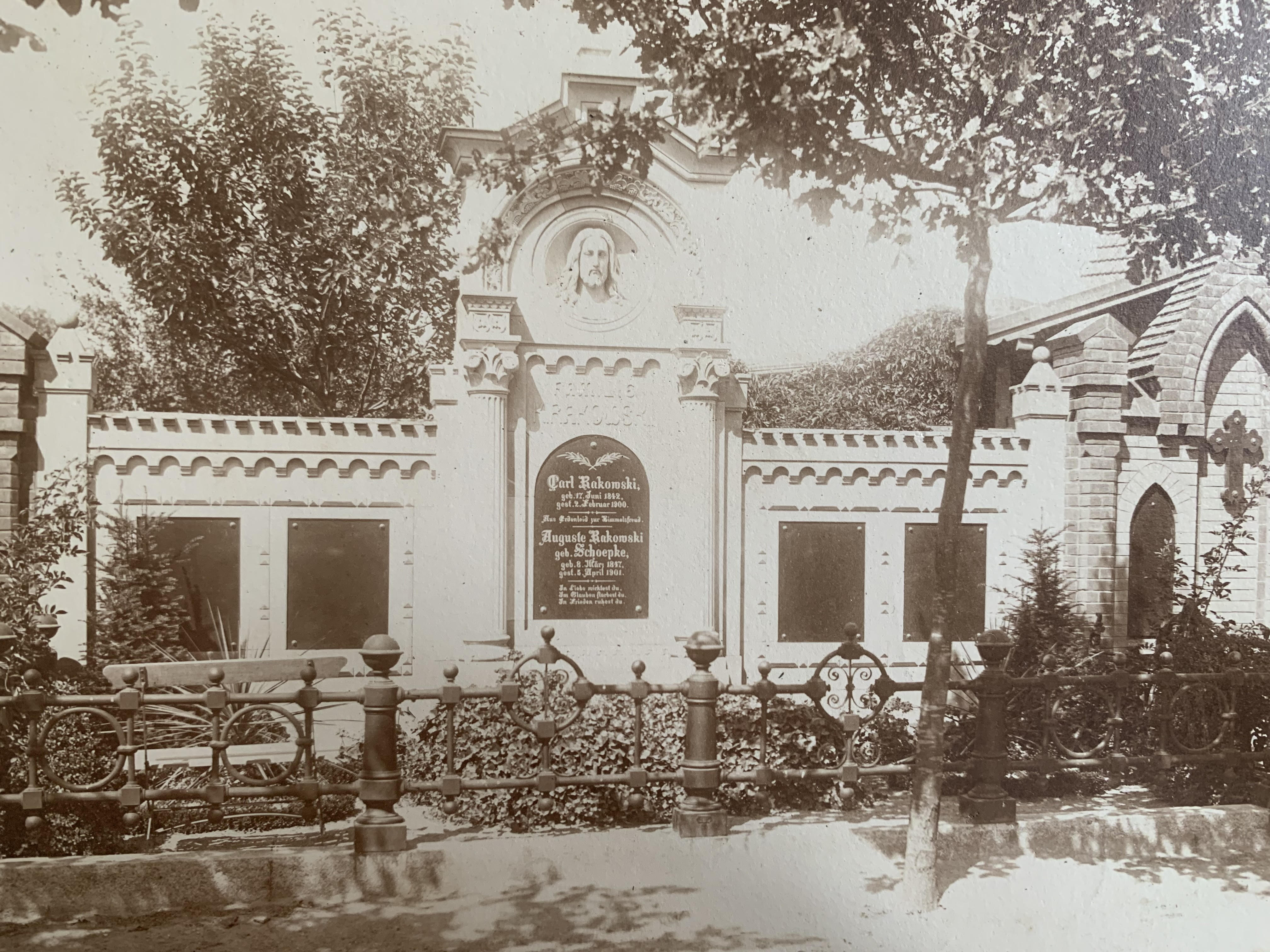
Das Familiengrab der posnischen von Rakowski

Die posnischen Rakowski lassen sich in zwei womöglich stammverwandte Geschlechter unterteilen, deren Herkunft noch weit im Ungewissen liegt. In Siebmacher’s grosses und allgemeines Wappenbuch Der blühende Adel des Königreichs Preußen unterteilt Siebmacher diese in Rakowski I und Rakowski II. Mitglieder der Familie waren im 19. Jahrhundert vor allem im Großherzogtum Posen begütert und in preußischen Staatsdiensten tätig.

### Geschichte
Die Familie (in Siebmacher’s grosses und allgemeines Wappenbuch als Rakowski I beschrieben) ließ sich in Großpolen nieder. Im Jahr 1847 wurde Wojciech von Rakowski Eigentümer der Güter Kołaczkowo und Stanisławka im Kreis Schubin im Großherzogtum Posen. Sein Nachfahre Apolinary Rakowski, Sohn von Stanisław, trat 1855 in den preußischen Justizdienst ein. Das Geschlecht ist mit Emil Rakowski 1921 im Mannesstamm erloschen, welcher lediglich eine Tochter, Ingeborg Auguste Rakowski hatte, die mit Herbert Wilhelm Teltzrow verheiratet war.

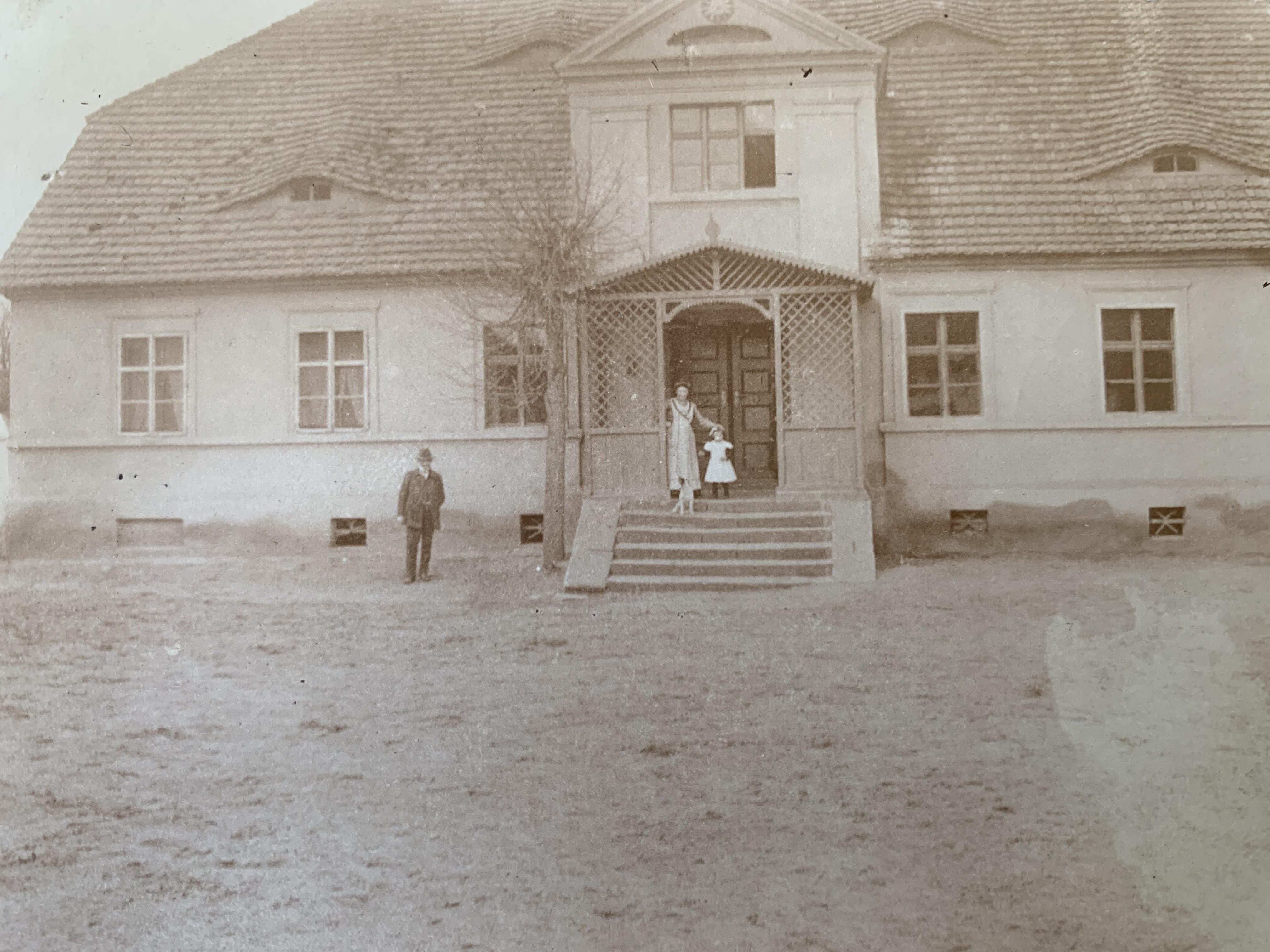
Rittergut in Ciechłowice

Das in Siebmacher’s grosses und allgemeines Wappenbuch als Rakowski II aufgeführte Geschlecht war ebenfalls im Großherzogtum Posen ansässig und begütert, führte allerdings das Wappen Lubicz, ist aber womöglich ein verwandtes Geschlecht. Weiterhin hielten die Rakowski auch noch einige Güter in Niederschlesien.

### Besitzungen
Die posnischen Rakowski hielten verschiedene kleinere Güter, die größten darunter waren:
- Rittergut in Ciechłowice, Gmina Rudna

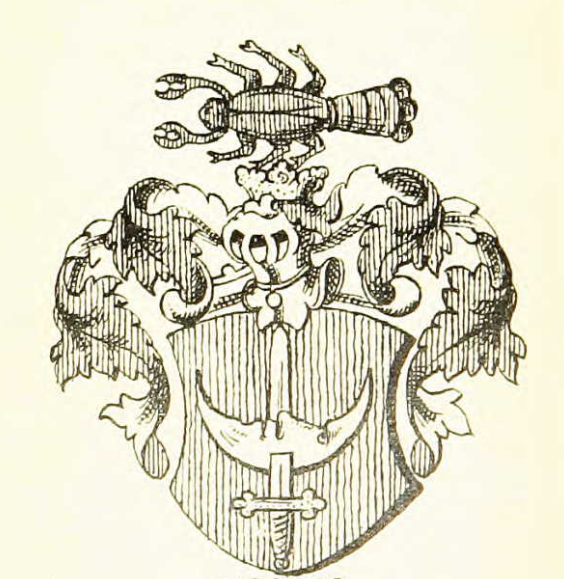
Rakowski I

- Rittergut Oblath, Gmina Sulechów
- Stanisławka, Gmina Szubin
- Kołaczkowo, Gmina Szubin
- Budisch, Kreis Stuhm

### Wappen
Die beiden Stämme führten zwei verschiedene Wappen.
Rakowski I, ein aufwärts gekehrten Halbmond auf rotem Hintergrund, durch den senkrecht ein blankes Schwert gesteckt ist. Auf dem gekrönten Helm mit rot-silbernen Helmdecken liegt waagerecht ein Krebs.
Rakowski II, Wappengemeinschaft Lubicz: In blauem Schild ein silbernes Hufeisen, das nach unten zeigt, im Wappen zwei Kreuze. Auf dem juwelenbesetzten Helm drei Straußenfedern.

## Warschauer Familie Rakowski
Belegt ist noch eine weitere Familie gleichen Namens, die ihren Ursprung im Warschauer Land findet. Erstmals erwähnt wird 1231 der Ritter Gotard, welcher von Konrad I. mit mehreren Gütern, darunter auch dem Dorf Rakow belehnt wurde. Zu dessen Nachkommen gehören auch die Rakowski. Das Dorf Rakow bleibt bis Mitte des 16. Jahrhunderts in ihrem Besitz. 1596 wird ein Andrzej Rakowski als Burggraf in Warschau erwähnt, welcher zwei Söhne hatte. Ein Felixs-Stanislaw Rakowski erwarb 1616 zwei Güter um Warschau. Nach 1642 lassen sich keine Familienmitglieder dieses Geschlechts mehr belegen.